# 菅草蘭
菅草蘭（学名：Cymbidium goeringii var. tortisepalum）为兰科兰属下的一个变种。

## 扩展阅读
- 維基物種上的相關：菅草蘭